# Vila Nova da Barquinha (freguesia)
Vila Nova da Barquinha es una freguesia portuguesa del municipio de Vila Nova da Barquinha, distrito de Santarém.

## Historia
El 28 de enero de 2013 la freguesia de Moita do Norte fue suprimida en aplicación de una resolución de la Asamblea de la República de Portugal promulgada el 16 de enero de 2013, al pasar a formar parte de esta freguesia.

## Demografía
| Gráfica de evolución demográfica de Vila Nova da Barquinha entre 2011 y 2021 |
|                                                                              |
| Datos según el nomenclátor publicado por el INE portugués.                   |